# Júlio Silva
Júlio Silva (ur. 1 lipca 1979 roku w Jundiaí) – brazylijski tenisista, reprezentant w Pucharze Davisa.

## Kariera tenisowa
Jako zawodowy tenisista występował w latach 1999–2013.
W grze pojedynczej wygrał 4 turnieje rangi ATP Challenger Tour  i 7 w grze podwójnej.
W kwietniu 2005 roku Brazylijczyk został powołany na mecz Pucharu Davisa przeciwko Paragwajowi. Rozegrał 2 singlowe pojedynki przegrywając najpierw z Ramónem Delgadem, a następnie pokonując Daniela Lópeza.
Najwyżej w rankingu ATP singlistów zajmował 144. miejsce (16 listopada 2009), natomiast w zestawieniu deblistów 135. pozycję (2 marca 2009).

### Zwycięstwa w turniejach ATP Challenger Tour w grze pojedynczej
| Końcowy wynik | Nr | Data | Turniej        | Nawierzchnia | Przeciwnik            | Wynik finału  |
| ------------- | -- | ---- | -------------- | ------------ | --------------------- | ------------- |
| Zwycięzca     | 1. | 2002 | Gramado        | Twarda       | Iván Miranda          | 6:4, 6:2      |
| Zwycięzca     | 2. | 2005 | Santiago       | Ceglana      | Rubén Ramírez Hidalgo | 6:2, 6:3      |
| Zwycięzca     | 3. | 2009 | Belo Horizonte | Twarda       | Eduardo Schwank       | 4:6, 6:3, 6:4 |
| Zwycięzca     | 4. | 2011 | Belo Horizonte | Ceglana      | Gastão Elias          | 6:4, 6:4      |